# Catarina Cavalieri
Catarina Cavalieri (ur. 19 lutego 1760 w Lichtentalu koło Wiednia, zm. 30 czerwca 1801 w Wiedniu) – austriacka sopranistka.
Jako bardzo młoda dziewczyna była członkinią chóru kościelnego. Szybko odkryto jej piękny głos, który zaczęła kształcić pod okiem Antonio Salieriego. Zadebiutowała w roku 1775 we włoskiej operze Pasquale Anfossia La Finta giardiniera w Wiedniu. Wkrótce po utworzeniu „Deutschen National-Singspiels” przez cesarza Józefa II została zaangażowana do tegoż teatru. Jako najlepiej opłacana śpiewaczka świętowała swój sukces w singspielu Ignaza Umlaufa Die Bergknappen (1778) i muzycznej komedii Salieriego Der Rauchfangkehrer (1781). Po 1790 zaczęła powoli rezygnować z występów. Zakończyła karierę 1 marca 1793. W ostatnich latach swojego życia była już prawie nieznana. W 1801 zmarła w Wiedniu jako osoba niezamężna; domniemane związki z Salierim bazowały na plotkach librecisty Lorenzo Da Pontego (co jednak uznawane jest za prawdę), jednak romans z Mozartem należy uznać za fantazję.
Jej solidne wykształcenie, silny i klarowny głos o niezwykłej skali, jak i niesamowita, legendarna wręcz płynność zachwyciły wielu kompozytorów.
Mozart napisał dla niej partię Konstancji w singspielu „Uprowadzenie z seraju” (1782), partię sopranową w Davidde penitente (1785) i rolę Mademoiselle Silberklang w Dyrektorze teatru (1786), a także specjalną wielką arię Donny Elwiry do wiedeńskiego wystawienia opery Don Giovanni (1788).